# Rhagodes
Rhagodes es un género de arácnido  del orden Solifugae de la familia Rhagodidae.

## Especies
Las especies de este género son:
- Rhagodes aegypticus
- Rhagodes ahwazensis
- Rhagodes albolimbata
- Rhagodes anthracinus
- Rhagodes ater
- Rhagodes aureus
- Rhagodes buryi
- Rhagodes caucasicus
- Rhagodes eylandti
- Rhagodes furiosus
- Rhagodes karschi
- Rhagodes leucopygus
- Rhagodes massaicus
- Rhagodes melanochaetus
- Rhagodes melanopygus
  - Rhagodes melanopygus melanopygus
  - Rhagodes melanopygus nigricans
- Rhagodes melanus
- Rhagodes metatarsalis
- Rhagodes minor
- Rhagodes nicotrae
- Rhagodes persica
- Rhagodes phipsoni
- Rhagodes plumbescens
- Rhagodes rothschildi
- Rhagodes semiflavus
- Rhagodes strandi
- Rhagodes trambustii
- Rhagodes zugmayeri